# Stutz Blackhawk I
Der Stutz Blackhawk I ist ein zweitüriges Coupé des US-amerikanischen Automobilherstellers Stutz Motor Car of America, das 1970 und 1971 in Italien gebaut wurde. Seine im Retrodesign gestaltete Karosserie geht auf einen Entwurf von Virgil Exner zurück, die Großserientechnik stammt von General Motors. Der Blackhawk I war das erste Modell der insgesamt acht Varianten umfassenden Blackhawk-Reihe.

## Entstehungsgeschichte
Das in New York ansässige, 1968 von James O’Donnell gegründete Unternehmen Stutz Motor Car of America produzierte und verkaufte ab 1970 teure Oberklassefahrzeuge mit US-amerikanischer Großserientechnik und eigenständig gestalteten Aufbauten. Ein besonderes Merkmal der Stutz-Modelle war das Karosseriedesign, das Gestaltungsmerkmale von Vorkriegsautomobilen mit zeitgenössischen Grundstrukturen verband. Das Designkonzept ging auf Virgil Exner zurück, den ehemaligen Designchef des Chrysler-Konzerns, der viele dieser Ideen bereits bei den 1961er Modellen der Chrysler-Marke Imperial verwirklicht hatte. Nach seiner Demission 1963 entwickelte Exner privat weitere Entwürfe gleicher Art, denen er die Namen mittlerweile eingestellter Luxusmarken zuordnete. Die meisten von ihnen kamen nicht über das Skizzenstadium hinaus; am weitesten gedieh ein als Duesenberg Model D bezeichnetes Auto, von dem 1966 ein fahrbereiter Prototyp entstand.
1968 griff der New Yorker Bankier James O’Donnell Exners Revival-Car-Konzept auf. Zur Herstellung und zum Vertrieb gründete er ein neues Unternehmen, das er Stutz nannte; die Bezeichnung wurde in Anlehnung an die Stutz Motor Car Company of America gewählt, die von 1913 bis 1939 in Indianapolis bestand und zu den „legendären amerikanischen Vollblutmarken der Vorkriegszeit“ gehörte.
Das erste Modell des neuen Unternehmens war ein zweisitziges Coupé, das als Blackhawk bezeichnet und retrospektiv zur Unterscheidung von späteren Modellen gleichen Namens mit dem Zusatz „I“ versehen wurde. Es basiert auf dem Fahrgestell des zeitgenössischen Pontiac Grand Prix und nutzt auch dessen Antriebstechnik. Die Karosserien ließ O’Donnell aus Kosten- und aus Prestigegründen in Italien herstellen; dort wurden die Autos auch komplettiert. 1970 begann die Serienproduktion. 1971 stellte Stutz dem Blackhawk-Coupé die viertürige Limousine Stutz Duplex zur Seite, die stilistisch eine verlängerte Version des Blackhawk I war und nur in einem oder zwei Exemplaren hergestellt wurde.
Zum Modelljahr 1972 ersetzte Stutz den Blackhawk I durch den Blackhawk II, der trotz Beibehaltung von Exners Designideen im Detail anders gestaltet war und mehr GM-Komponenten verwendete als der Blackhawk I.

## Modellbeschreibung

### Karosserie

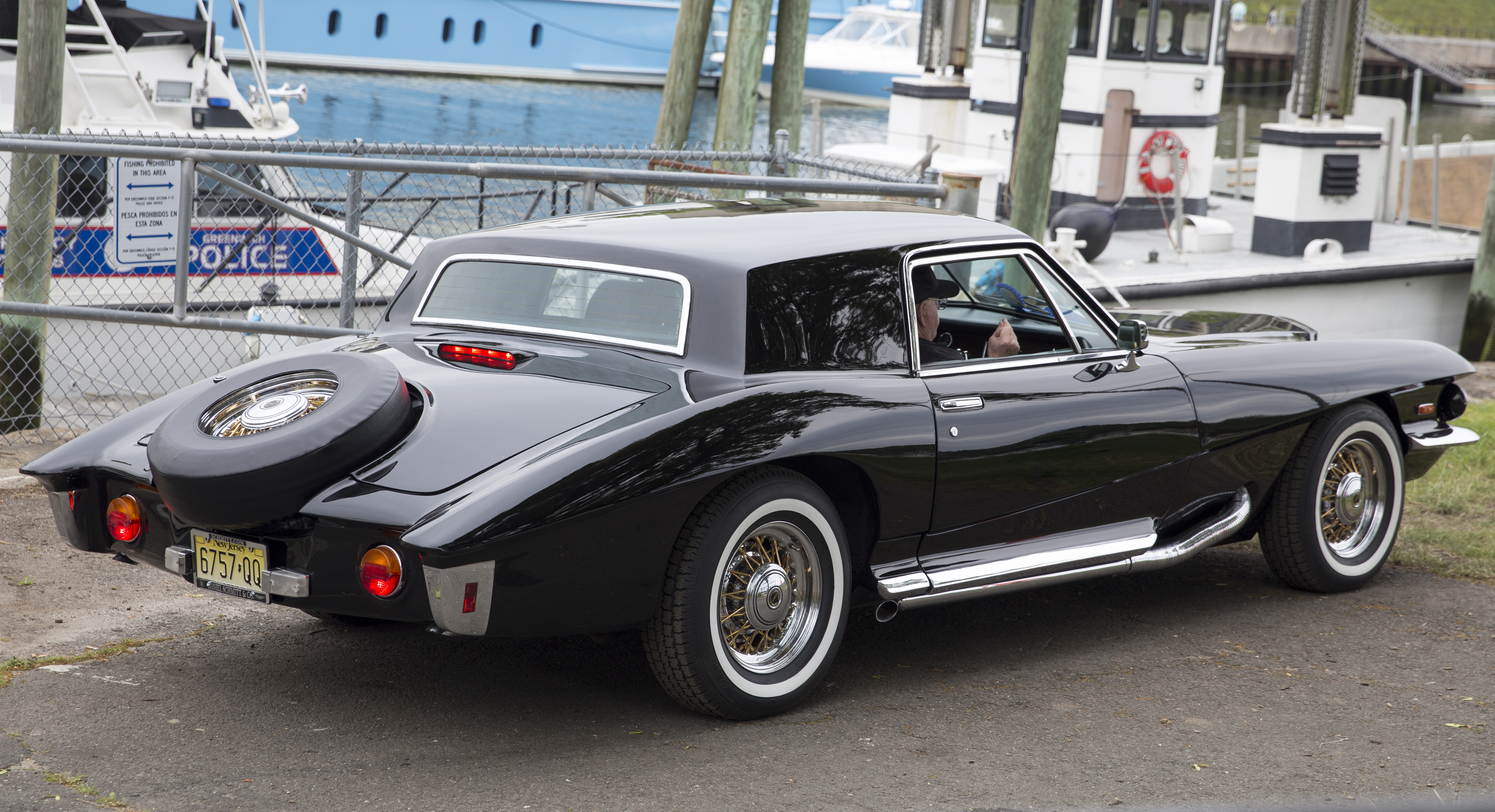
Heckpartie

Der Stutz Blackhawk I ist ein zweitüriges Stufenheckcoupé mit Pontonkarosserie und vorn angeschlagenen Türen. Die Karosserie besteht aus in Handarbeit geformten Stahlblechen. 
Die B-Säule ist sehr breit; es gibt – anders als beim Nachfolger Blackhawk II – keine hinteren Seitenfenster. Zu den von Exner entwickelten Elementen, die an das Automobildesign der Vorkriegszeit erinnern sollen, gehören
- geschwungene Chromleisten an den Wagenflanken, die die Linien fließender Kotflügel andeuten,
- stilisierte Trittbretter unterhalb der Türen,
- eine große, über die vordere Stoßstangenlinie hinausragende Kühlermaske, in die die Linien der Motorhaube münden und die Virgil Exner laut O’Donnell als Phallus-Symbol verstanden wissen wollte,[4]
- frei stehende Frontscheinwerfer, die durch Aussparungen links und rechts des Kühlergrills ermöglicht wurden,
- ein frei sichtbares Reserverad, das in den Kofferraum eingelassen war,
- eine in der Mitte senkrecht geteilte Windschutzscheibe,
- in den vorderen Kotflügeln beginnende Sidepipes.

Die meisten dieser Ideen finden sich auch bei dem viertürigen Schwestermodell Duplex. Einige der beim Blackhawk I verwendeten Anbauteile kamen von italienischen Serienfahrzeugen. Dazu gehören die runden Rückleuchten des Fiat 850 sowie Klapptürgriffe, die sich unter anderem auch beim Maserati Indy finden.

### Technik

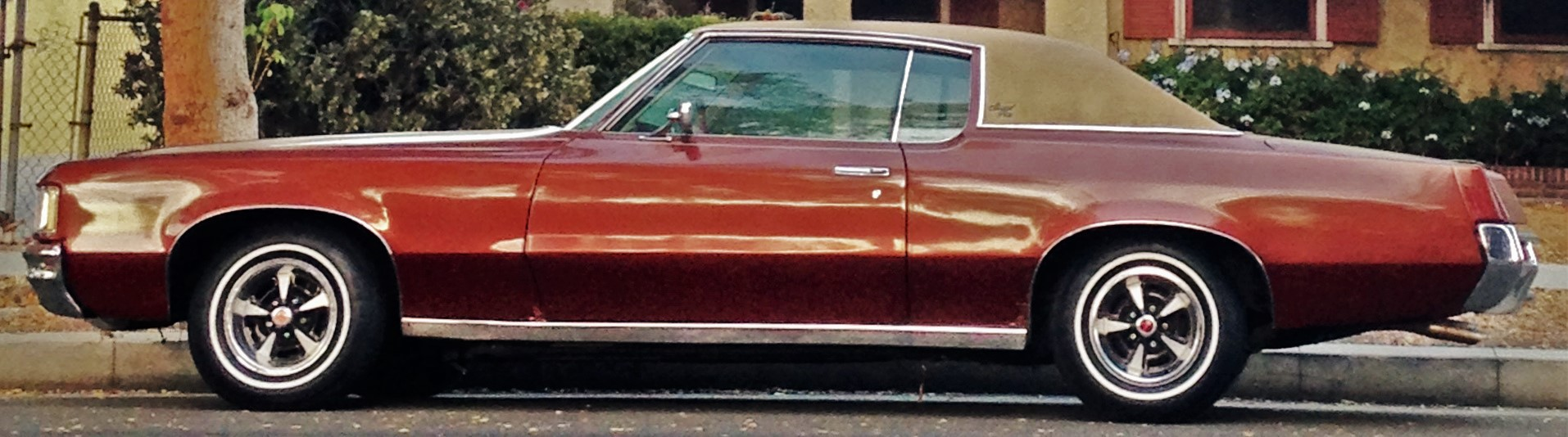
Technische Basis: Pontiac Grand Prix

Der Stutz Blackhawk I basiert auf dem Fahrgestell des zeitgenössischen Pontiac Grand Prix. Das Auto hat einen Kastenrahmen, der zur G-Plattform von General Motors gehört. Die Abmessungen des Rahmens wurden für den Stutz nicht verändert; der Blackhawk hat wie der Grand Prix einen Radstand von 2997 mm. Die vorderen Räder sind einzeln aufgehängt, hinten ist eine Starrachse mit Blattfedern eingebaut.
Werksseitig kam Pontiacs 6555 cm³ (400 cui) großer Achtzylinder-V-Motor als Antrieb zum Einsatz. Der Motor wurde nicht modifiziert, sondern in der von Pontiac bereitgestellten Serienversion verwendet. Die Motorleistung wurde mit 350 SAE-PS (brutto) bzw. 223 PS netto (164 kW) angegeben. Die Kraftübertragung auf die Hinterräder übernimmt ein automatisches Dreiganggetriebe von General Motors.

## Zwei Prototypen

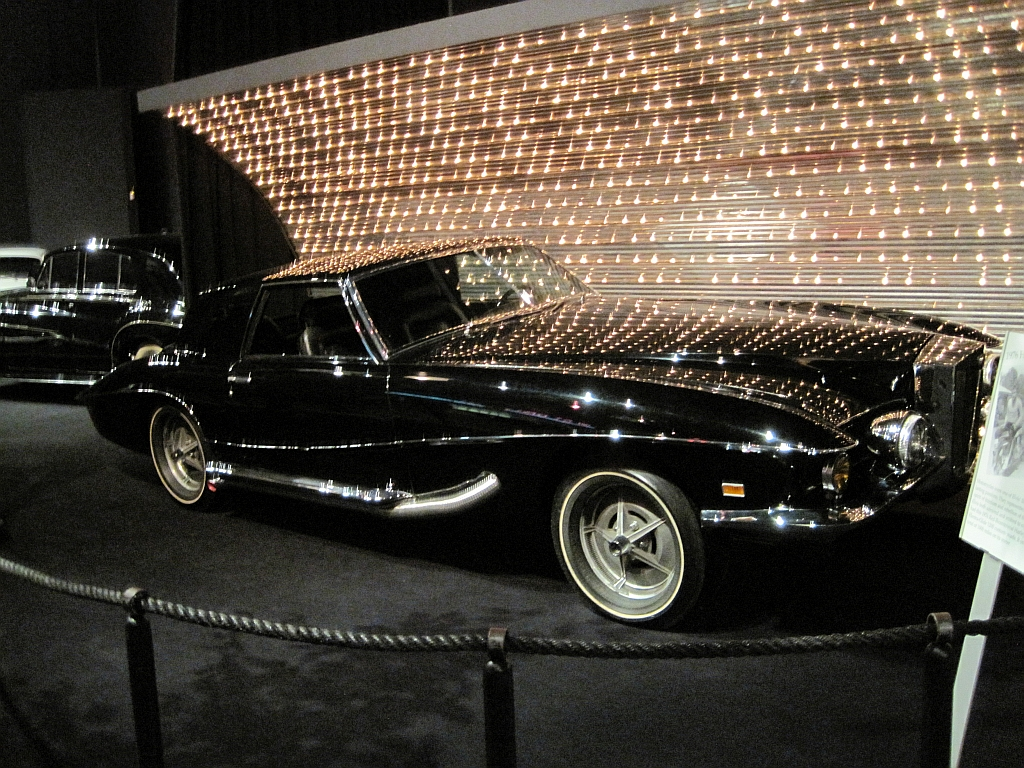
Elvis Presleys Prototyp in Graceland

Im Laufe des Jahres 1969 wurden zwei Prototypen hergestellt.
Den ersten Prototyp baute die Carrozzeria Ghia in Turin auf. Er wurde im Dezember 1969 komplettiert. Am 20. Januar 1970 wurde er in New York bei einer Veranstaltung im Hotel Waldorf-Astoria der Öffentlichkeit vorgestellt. Anschließend gab es eine ganze Reihe von Werbeeinsätzen, Fernsehberichten und Testfahrten mit Journalisten der Motorpresse. Der zweite Prototyp entstand bei Padane in Modena. Elvis Presley kaufte den zweiten Prototyp, der zugleich der erste Stutz war, der für den Verkauf freigegeben war. Er hatte öffentlich mit Frank Sinatra darum konkurriert, dieses Auto zu übernehmen. Presley erhielt den Zuschlag, nachdem er sich – anders als Sinatra – bereiterklärt hatte, für Stutz Werbung zu machen. Dieses Auto wird mittlerweile in Graceland ausgestellt.

## Serienproduktion
Nachdem die Carrozzeria Ghia 1969 den ersten Prototyp des Blackhawk aufgebaut hatte, übernahm Padane in Modena den Bau des zweiten Prototyps und ab 1970 dann auch die Fertigung der meisten Serienmodelle. Die letzten zwei oder drei Blackhawk I entstanden schließlich bei der Carrozzeria Saturn im norditalienischen Cavallermaggiore, die 1970 unter finanzieller Beteiligung O’Donnells gegründet worden war.
Die Karosserie des Blackhawk I war eine eigenständige Konstruktion, die keinerlei Teile des US-amerikanischen Pontiac Grand Prix übernahm. O’Donnell ließ komplette, fahrbereite Spenderfahrzeuge per Schiff nach Italien liefern. Die Serienkarosserien wurden dort vollständig entfernt, entsorgt und durch neu hergestellte Aufbauten im Exner-Design ersetzt. Für den Aufbau eines Autos fielen 1.500 Arbeitsstunden an. Wegen der hohen Arbeitsaufwands, aber auch wegen des Materialverlusts war die Produktion des Blackhawk I sehr kostenintensiv. Einer Quelle zufolge machte Stutz mit jedem einzelnen Auto einen Verlust von 10.000 US-Dollar. Mit der Umstellung auf den Blackhawk II zum Modelljahr 1972 änderte Stutz deshalb die Konstruktion. Das Unternehmen ging für künftige Modelle dazu über, wesentliche Karosserieteile des Spenderfahrzeugs beizubehalten.
1970 und 1971 bauten Officine Padane und die Carrozzeria Saturn insgesamt 25 Blackhawk I, von denen zu Beginn des 21. Jahrhunderts noch 16 existieren.

## Preis
1971 forderte Stutz 22.500 US-$ (2025: ca. 151.000 US-Dollar) für einen Blackhawk. Der Preis für den viertürigen Duplex lag bei 32.500 US-$ (2025: ca. 217.000 US-Dollar).

## Bekannte Käufer
Zu den Käufern des Stutz Blackhawk I gehörten einige prominente amerikanische Entertainer wie Sammy Davis, Jr., Dean Martin und Elvis Presley, der mindestens zwei Blackhawk I kaufte.

## Der Stutz Blackhawk I in der Presse
Retrospektiv wird der Blackhawk I meist kritisch gesehen. Ein Autor hält ihn für „außerordentlich bizarr“: Für den, der in den 1970er-Jahren reich war, sei der Blackhawk das Auto gewesen, um seinen Wohlstand zur Schau zu stellen. Das Auto sei „Las Vegas auf vier Rädern“: „Bling Bling, Lametta und Schnörkel überall“.